# عيلام بن سام
عيلام (بالعبرية עֵילָם ) حسب الكتاب المقدس العبري (سفر التكوين 10:22، عزرا 4: 9) هو أحد أبناء سام بن نوح. ويُعتقد أن شعب مملكة عيلام القديمة الواقعة بجنوب إيران من نسل عيلام .

## نسبه
هو عيلام بن سام بن نوح بن لامك بن متوشلخ بن إدريس بن يارد بن مهلائيل بن قينان بن أنوش بن شيث بن ادم وحواء

## الأبناء
في كتاب اليوبيلات يذكر اسم بنت ذكر انها بنت لعيلام لكن هذا يعتبر غير معتاد في النصوص اليهودية فاندر ماتذكر امراة واغلب احيانا تذكر عندما تكون أم او زوجة شخصية مهمة لكن هذه البنت ام تكن زوجة لشخص معروف بل حتى ان زوجها لم يذكر اسمه فقط ذكر ان اسمها سوسان وانها ولدت بنت اسمها رسوعاية (( إينا )) وانها تزوجت من أرفخشذ لكن الغريب ان يتم نسب البنت لامها وهذا شيء غير معتاد في النصوص اليهودية .
يذكر في سفر ياشر بعض الاسماء لأبناء وبنات عيلام بن سام مثل ماكيول وحرمون وملكيئيل الذي تزوج من حدورة التي ذكرت لاحقا ان بعد موت ملكيئيل تزوحة حدورة من آشير بن يعقوب وذكر ان لملكيئيل بنت واحدة من حدورة اسمها سراح وفسر البعض انها سراح التي ذكرت في سفر أخبار الايام الاول الأصاح السابع الاية 30 .           
ويذكر في نفس السفر سفر ياشر أن ثامار زوجة يهوذا كانت بنته .
يذكر في بعض المصادر القديمة المنسية أن لعيلام بنت اخر اسمها نعرمة وانها هي زوجة أرفخشذ أخوه .